# Im Soo-hyang
Im Soo-hyang (en hangul, 임수향; 19 de abril de 1990) es una actriz surcoreana.

## Biografía
El 1 de diciembre de 2021 se anunció que había dado negativo para COVID-19 luego de realizarse una prueba como medida de prevención, después de que el actor Kim Soo-ro diera positivo, mientras se encontraban filmando la serie Starting Today, We.

## Carrera
Saltó a la fama al interpretar el papel principal de la serie New Tales of Gisaeng (2011) e Inspiring Generation (2014).
Protagonizó una película china en 2014 y fue la protagonista de Eun-ha (2016).
En 2018 dio vida a Kang Mi rae (junto a Cha Eun Woo, Jo Woo Ri y Kwak Dong Yeon) en el drama My ID is Gangnam Beauty, una joven que nunca fue aceptada en la sociedad por ser fea, por lo tanto toma una de decisión pensando que le cambiaría su vida. Es un drama de comedia y romance. Su estreno oficial fue el 27 de julio del año mencionado.
El 21 de agosto de 2019 se unió elenco principal de la serie de misterio Graceful Family, donde dio vida a la arrogante Mo Seok-hee, la única hija del sucesor del grupo "MC Group", que se  encuentra en una misión secreta para descubrir quién asesinó a su madre 15 años atrás, hasta el final de la serie el 17 de octubre del mismo año.
En octubre de 2021 se confirmó que se había unido al elenco principal de la serie From Today, We, donde interpreta a Oh Woo-ri, una mujer quien trabaja como asistente de guionista en un drama de makjang (un drama con giros extremos en la trama) y que termina con un embarazo completamente inesperado. La serie es una recreación de la serie de televisión estadounidense Jane the Virgin.
En noviembre del mismo año, se anunció que se había unido al elenco de la serie Doctor Lawyer, donde dará vida a la fiscal Geum Seok-young, una miembro del Departamento de Delitos Médicos de la Fiscalía del Distrito Central de Seúl. Cree firmemente que los criminales no se rehabilitan mediante el perdón y la indulgencia, sino mediante el castigo. Por cambios de programación de última hora en SBS, se dio la circunstancia de que la actriz saldría a antena desde mayo de 2022 simultáneamente como protagonista de dos series distintas, esta última y la antes mencionada From Today, We. El hecho provocó la protesta de MBC y una polémica entre ambos canales.

## Filmografía

### Series de televisión
| Año  | Título                                       | Rol                       | Red           | Notas        | Ref.          |
| ---- | -------------------------------------------- | ------------------------- | ------------- | ------------ | ------------- |
| 2011 | New Tales of Gisaeng                         | Dan Sa-ran                | SBS           |              |               |
| 2011 | Paradise Ranch                               | Lee Da-eun                | SBS           |              |               |
| 2012 | Salamander Guru and The Shadows              | Im Soo-min                | SBS           | Cameo, ep. 8 |               |
| 2012 | I Do, I Do                                   | Yeom Na-ri/Jang Na-ri     | MBC           |              |               |
| 2013 | Iris II: New Generation                      | Kim Yeon-hwa              | KBS2          |              |               |
| 2014 | Inspiring Generation                         | Teguchi Gaya              | KBS2          |              | [ 13 ]        |
| 2015 | Great Stories: "The Golden Days of Young-ja" | Oh Young-ja               | TV Chosun/tvN |              | [ 14 ]        |
| 2016 | Five Enough                                  | Jang Jin-joo              | KBS2          |              | [ 15 ]        |
| 2016 | Blow Breeze                                  | Park Shin-ae/Kang Mi-jung | MBC           |              | [ 16 ] [ 17 ] |
| 2017 | Lovers in Bloom                              | Moo Goong-hwa             | KBS1          |              | [ 18 ]        |
| 2017 | Criminal Minds                               | Song Yoo-kyung            | tvN           |              | [ 19 ]        |
| 2018 | Gangnam Beauty                               | Kang Mi-rae               | JTBC          |              | [ 20 ] [ 21 ] |
| 2019 | Graceful Family                              | Mo Seok-hee               | MBN           |              |               |
| 2020 | When I Was the Most Beautiful                | Oh Ye-ji                  | MBC           |              | [ 22 ]        |
| 2022 | Doctor Lawyer                                | Geum Seok-young           | MBC           |              | [ 23 ]        |
| 2022 | From Today, We                               | Oh Woo-ri                 | SBS           |              | [ 24 ]        |
| 2023 | Kokdu: Season of Deity                       | Han Gye-jeol/Seol-hee     | MBC           |              | [ 25 ] [ 26 ] |
| 2024 | Beauty and Mr. Romantic                      | Park Do-ra                | KBS2          | 50 episodios | [ 27 ] [ 28 ] |

### Cine
| Año  | Título                     | Rol                      | Notas                  | Ref.   |
| ---- | -------------------------- | ------------------------ | ---------------------- | ------ |
| 2009 | 4th Period Mystery         | fanática de Im Soo-hyang | (pequeña intervención) |        |
| 2013 | Iris 2: The Movie          | Kim Yeon-hwa             |                        |        |
| 2014 | Love of the Sea (海洋之戀) |                          | película china         | [ 29 ] |
| 2016 | Eun-ha                     | Eun-ha                   |                        | [ 30 ] |

### Programas de variedades
| Año              | Programa                                    | Canal   | Notas                           | Ref.          |
| ---------------- | ------------------------------------------- | ------- | ------------------------------- | ------------- |
| 2015 - 2016      | Shaolin Clenched Fists                      | SBS     | miembro                         |               |
| 2017             | Beauty Bible 2017                           | KBS     | presentadora                    | [ 31 ]        |
| 2018             | Romance Package                             | SBS     | presentadora                    | [ 32 ]        |
| 2018, 2019, 2020 | Running Man                                 | SBS     | (Ep. #422, 453, 494) - invitada | [ 33 ]        |
| 2018 - 2019      | Village Survival, the Eight                 | SBS     | 12 episodios - miembro          | [ 34 ]        |
| 2019             | Gae-Dong's Philosophy                       | tvN     | miembro                         | [ 35 ]        |
| 2021             | Busted! 3                                   | Netflix | invitada                        | [ 36 ]        |
| 2022             | Sisters Run - Witch Fitness Basketball Club | JTBC    | miembro                         | [ 37 ] [ 38 ] |

### Presentadora
| Año  | Evento                                   | Notas                     |
| ---- | ---------------------------------------- | ------------------------- |
| 2020 | 2020 Mnet Asian Music Awards (2020 MAMA) | presentadora de categoría |

## Premios y nominaciones
| Año  | Categoría                                    | Premio                                                           | Papel                         | Resultado | Ref.          |
| ---- | -------------------------------------------- | ---------------------------------------------------------------- | ----------------------------- | --------- | ------------- |
| 2011 | 4.º Premios Korea Drama                      | Mejor actriz revelación                                          | New Tales of Gisaeng          | Ganadora  | [ 40 ]        |
| 2011 | Premios SBS Drama                            | Premio New Star                                                  | New Tales of Gisaeng          | Ganadora  | [ 41 ]        |
| 2012 | 48.º Premios Baeksang Arts                   | Mejor actriz revelación (TV)                                     | New Tales of Gisaeng          | Nominada  |               |
| 2012 | Premios MBC Drama                            | Premio a la excelencia, actriz en miniserie                      | I Do, I Do                    | Nominada  |               |
| 2014 | Premios KBS Drama                            | Premio a la excelencia, actriz en serie de media duración        | Inspiring Generation          | Nominada  |               |
| 2014 | Premios KBS Drama                            | Premio Netizen, actriz                                           | Inspiring Generation          | Nominada  |               |
| 2014 | Premios KBS Drama                            | Mejor pareja con Kim Hyun-joong                                  | Inspiring Generation          | Nominados |               |
| 2016 | Premios MBC Drama                            | Premio Golden Acting, actriz en serie TV                         | Blow Breeze                   | Nominada  |               |
| 2016 | Premios KBS Drama                            | Premio a la excelencia, actriz en serie TV                       | Five Enough                   | Nominada  |               |
| 2017 | Premios KBS Drama                            | Premio a la excelencia, actriz en serie diaria                   | Lovers in Bloom               | Ganadora  | [ 42 ]        |
| 2018 | 26.º Premios Korea Culture and Entertainment | Premio a la gran excelencia, actriz en serie TV                  | My ID is Gangnam Beauty       | Ganadora  | [ 43 ]        |
| 2019 | 14.º Premios Annual Soompi                   | Mejor pareja con Cha Eun-woo                                     | My ID is Gangnam Beauty       | Nominados |               |
| 2020 | 39.º Premios MBC Drama                       | Premio a la gran excelencia, actriz en serie de miércoles-jueves | When I Was the Most Beautiful | Ganadora  | [ 44 ] [ 45 ] |
| 2020 | 39.º Premios MBC Drama                       | Mejor pareja con Ji Soo                                          | When I Was the Most Beautiful | Nominados |               |